# 何誕華
何誕華（英語：HO Thomas Edward Heffernan，1989年2月28日—），香港男子馬術運動員。

## 簡歷
何誕華7歲時在哥哥的介紹下開始學習騎術。2004年，他的哥哥要到英國求學，便把自己的馬匹「Prince Baikel」交給他照料。自此，他每天上學前，都會在凌晨五時起開始練馬，並加入了少年馬術會，經常參加本地的馬術比賽。
2006年，何誕華首次代表香港，參加在印度舉行的國際馬術比賽, 贏得 CSIY 青年組賽事亞軍。2007年，何誕華前往瑞士讀書。在瑞士期間，他一面學習，一面積極參加多項馬術比賽，其中包括瑞士國家級賽事。他曾跟隨教練 Nathlie Bruttin 於弗里堡的馬房訓練。
2014年初，誕華重返馬術比賽場，並贏得香港馬術馬王賽三項馬王賽的冠軍。同年5月，他開始與他的兩匹新戰駒，12 歲的閹馬「Youngstars Cheetah」及 10 歲的閹馬「Zibor」參加亞運會資格賽。最終，他於6月蘇格蘭 Hopetoun CCI 一星級國際賽事中，取得亞運會的參賽資格。
2014年9月，何誕華代表中國香港參加南韓仁川舉行的亞運會馬術比賽，個人第四度出戰亞運會。他與吳蓓華和何苑欣合作贏得團體三項賽（盛裝舞步賽、越野賽及障礙賽）銅牌。
2021年7月，何誕華出征東京奧運，成為歷來首位參加奧運三項賽的香港騎手。